# توماس د. ألين
توماس د. ألين (بالإنجليزية: Thomas D. Eliot)‏ هو محامي وسياسي أمريكي، ولد في 20 مارس 1808 في بوسطن في الولايات المتحدة، وتوفي في 14 يونيو 1870 في نيو بدفورد في الولايات المتحدة. حزبياً، نشط في الحزب الجمهوري. وقد انتخب عضو مجلس نواب ماساتشوستس وانتخب عضو مجلس النواب الأمريكي.